# AO Schwabe
Schwabe (russisch Швабе, englische Transkription Shvabe) ist eine russische Holdinggesellschaft für mehrere Unternehmen der opto-elektronischen Industrie. Schwabe ist Teil des staatlichen Rostec-Konzerns.
Die Unternehmensgruppe Schwabe wurde nach dem anhaltisch-russischen Optik-Unternehmer Theodor Schwabe (Fjodor Schwabe) benannt, der das Unternehmen F. Schwabe gründete. Dieses Unternehmen wurde 1917 in Geophysika umbenannt und nach der Oktoberrevolution verstaatlicht. Später erfolgte eine Umbenennung in Werk Nr. 217. In den 1960er Jahren wurde der Name Uralskij Optiko-Mechanitscheskij Sawod (UOMS) (Uralisch Opto-Mechanische Fabrik) angenommen. Das Unternehmen UOMS existiert als Teil der Schwabe-Gruppe weiter.
UOMS gründete 2007 die Trialptek GmbH mit Sitz in Zürich, welche die Medizintechnik des Unternehmens in Europa und international vermarkten sollte.  Im Jahr 2014 wurde die Gesellschaft zur Shvabe-Zurich GmbH umfirmiert. Im Jahr 2013 übernahm Trialptek den Automobilzulieferer Huber Präzisionstechnik aus Geretsried, der später in Shvabe München umbenannt wurde. Im Sommer 2019 wurde Shvabe München wieder veräußert und von den neuen Eigentümern in die Huber Präzisionstechnik GmbH rückbenannt.
Neben Gewehroptiken und Montageschienen produziert die Unternehmensgruppe unter anderem Intensivrespiratoren, Ferngläser, Fernrohre, Lupen, Mikroskope, Fotoobjektive, Wärme- und Infrarotkameras, geodätische Instrumente, Wasseraufbereitungssysteme und Lichttechnik sowie optische Gitter und Filter.

## Tochtergesellschaften
Zu den Tochtergesellschaften von Schwabe gehören:
- Krasnogorski sawod
- LZOS
- Wawilow-Institut für Optik